# Pons Racing
Pons Racing è una squadra motociclistica e automobilistica fondata nel 1992 da Sito Pons, che partecipa alle competizioni del motomondiale ed alla World Series by Renault.

## Storia

### Motomondiale

#### Classe 500, 250 e MotoGP (1992-2005)

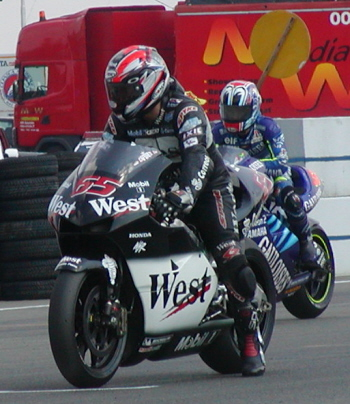
Capirossi con la NSR500 del team Pons nel 2002.

Fondata nel 1992 dall'ex pilota, due volte campione del mondo 250, Sito Pons; esordì nel motomondiale nello stesso anno nella classe 500 con il pilota Àlex Crivillé su una Honda NSR500. Nella prima stagione il team conquistò con Crivillé il suo primo podio, una terza posizione sul circuito di Shah Alam in Malesia, e la prima vittoria, che fu anche la prima in assoluto di un pilota spagnolo nella classe maggiore, sul circuito olandese di Assen. L'anno successivo raddoppiarono l'impegno debuttando anche nella classe 250 (sempre con Honda) con Alberto Puig, ottenendo il primo podio nella categoria, un terzo posto nel GP d'Europa sul circuito di Catalogna. Nel 1994 partecipò esclusivamente alla classe 500. L'anno seguente tornò a competere nella 250 con Carlos Checa, impegnato anche nella 500 con compagno di squadra Alberto Puig. Nel 1996 rimase invariata la squadra della 500 e scomparve di nuovo la squadra nella 250. Nel 1998 Alberto Puig venne sostituito con il pilota statunitense John Kocinski, campione del mondo nel 1990 della classe 250. Nel 1999 arrivarono il brasiliano Alex Barros e lo spagnolo Juan Borja, che venne sostituito nel 2000 con Loris Capirossi. Nel 2002 il team Pons guadagnò con Capirossi il primo podio in MotoGP (sul circuito di Phakisa nel GP del Sudafrica) e con Barros la prima vittoria in MotoGP, nel GP del Pacifico sul circuito di Motegi. Nel 2003 vennero sostituiti entrambi i piloti, a sostituirli furono Max Biaggi e Tōru Ukawa, quest'ultimo l'anno seguente venne sostituito con il connazionale Makoto Tamada. Nel 2005 tornò nella squadra Alex Barros e venne ingaggiato l'australiano Troy Bayliss.

#### Ritorno in 250 e Moto2 (2009-2023)

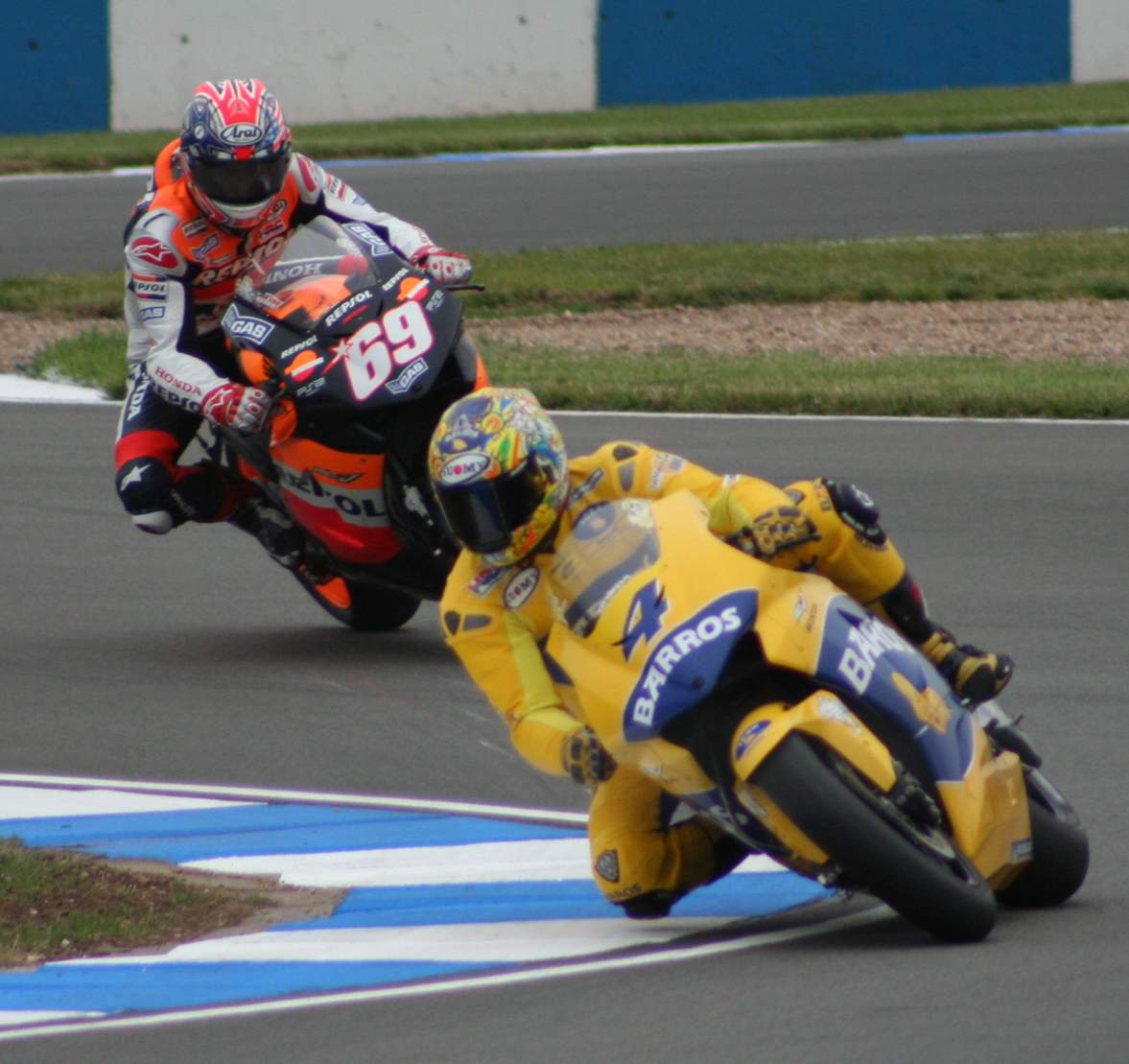
Alex Barros con la RC211V del team Pons nel 2005.

Dopo tre stagioni di assenza dal motomondiale, il team Pons rientrò nel 2009 nella classe 250 con Héctor Barberá e Axel Pons su Aprilia, ottenendo (con Barberá) la prima vittoria nella categoria sul circuito di Losail, tappa inaugurale della stagione.
Nel 2010 con il passaggio dalle classe 250 alla Moto2, il team Pons prese con sé il pilota spagnolo Sergio Gadea, in sostituzione di Barberá (che passò in MotoGP). Proprio Gadea diede alla squadra il primo podio della categoria, un secondo posto nel GP d'Italia al Mugello. Nel 2011 Aleix Espargaró sostituì Sergio Gadea. Nel 2012 Pol Espargaró vinse la prima gara della squadra nella Moto2 sul circuito di Jerez e nel 2013 vinse il campionato del mondo Moto2, il primo titolo mondiale conquistato dalla squadra di Sito Pons. Nelle stagioni 2012 e 2013, la squadra ebbe tre piloti Pol Espargaró, Esteve Rabat, Axel Pons.
Parteciparono alla stagione 2014 con il team Pons Luis Salom e Maverick Viñales, quest'ultimo campione della classe Moto3 nel 2013. Nel 2015 Viñales passò alla MotoGP e venne sostituito da Álex Rins. Nel 2016 la squadra schierò Edgar Pons al posto di Luis Salom. Nel 2017 fu Fabio Quartararo a subentrare a Rins, che passò alla MotoGP. Nella stagione 2018 venne ingaggiato il pilota italiano Lorenzo Baldassarri e riaccolto lo spagnolo Héctor Barberá. Il contratto di Barberá fu rescisso l'8 giugno a causa dell'arresto del pilota per guida in stato di ebbrezza, avvenuto la notte del 7 giugno. In sua sostituzione venne ingaggiato Augusto Fernández, pilota divenuto poi titolare nel 2019, stagione in cui il team vince la classifica a squadre della Moto2 con 391 punti e tre vittorie ciascuno per Baldassarri e Fernández. Nel 2020 al confermato Baldassarri, viene affiancato Héctor Garzó. Entrambi i piloti ottengono un podio stagionale con il team al settimo posto in classifica a squadre. Nel 2021 al confermato Garzó viene affiancato l'italiano Stefano Manzi. Nessuno dei due piloti riesce a salire sul podio e la stagione si conclude al tredicesimo posto in classifica a squadre.
Nel 2022 il team cambia entrambi i pilotiː vengono ingaggiati gli spagnoli Jorge Navarro e Arón Canet, entrambi alla guida di una Boscoscuro la stagione precedente. Canet concorre per il titolo conquistando otto piazzamenti a podio e chiude al terzo posto in classifica piloti. Un grave incidente in gara al Gran Premio d'Australia impedisce a Navarro di prendere parte alle ultime due gare del campionato; chiude al quindicesimo posto con il podio in Portogallo come miglior risultato stagionale. Pur non vincendo gare il team chiude al terzo posto nella classifica a squadre.
Nel 2023 il team conferma Canet, mentre come secondo pilota viene ingaggiato lo spagnolo Sergio García. Canet chiude al quinto posto con sei piazzamenti a podio mentre García, che si classifica quindicesimo, risulta il miglior esordiente in Moto2. Il campionato vede Pons Racing al quinto posto nella classifica a squadre. Ad agosto, il team annuncia il ritiro dalla categoria al termine della stagione.

#### Classe MotoE (2019-2023)
Dal 2019 partecipa anche alla nuova classe MotoE, con Sete Gibernau. Il pilota catalano disputa una stagione regolare chiudendo sempre in zona punti, eccezion fatta per una gara in cui si ritira. Chiude la stagione inaugurale di questa categoria all'undicesimo posto tra i piloti con 38 punti ottenuti. Nel 2020 vince il titolo di categoria con lo spagnolo Jordi Torres. Nel 2021 il confermato Torres riesce a confermarsi al primo posto in classifica e rivincere la coppa del mondo di MotoE. Nel 2022 il confermato Torres viene affiancato da Mattia Casadei. In occasione del Gran Premio di Francia Torres rimane coinvolto in un incidente i cui postumi gli impediranno di prendere parte alla gara successiva venendo sostituito da Massimo Roccoli. La stagione si conclude con Casadei quarto in classifica con due vittorie (Le Mans e Misano), e Torres undicesimo. Nel 2023 al confermato Mattia Casadei viene affiancato l'esordiente Nicholas Spinelli. Casadei dopo un inizio di stagione caratterizzato da due ritiri che lo attardano in classifica, a partire da gara due a Silverstone, mette a referto una striscia di sette piazzamenti a podio consecutivi (tra i quali cinque vittorie) che gli consentono di vincere il torneo con ampio margine sugli altri piloti. Spinelli, anch'egli vincitore di una gara, si classifica al sesto posto. Le prestazioni di entrambi consentono al team di vincere la prima edizione della classifica a squadre.

### Mondiale Supersport 300
Nel 2020 il team prende parte ad una gara nel Campionato mondiale Supersport 300. Il pilota spagnolo Iker Garcia Abella partecipa, in qualità di wild card senza ottenere punti.

## Risultati in MotoGP
I punti e il risultato finale sono la somma dei punti ottenuti da entrambi i piloti (diversamente dalla classifica costruttori) e il risultato finale si riferisce al team e non al costruttore.
| Anno | Moto                      | Gomme | Piloti          |   |     |   |   |   |   |     |     |     |   |     |   |   |   |     |     |  | Punti | Pos. |
| ---- | ------------------------- | ----- | --------------- | - | --- | - | - | - | - | --- | --- | --- | - | --- | - | - | - | --- | --- |  | ----- | ---- |
| 2002 | Honda NSR500 Honda RC211V | M     | Alex Barros     | 6 | Rit | 5 | 8 | 5 | 5 | 2   | 3   | Rit | 9 | 5   | 4 | 1 | 3 | 2   | 1   |  | 319   | 3º   |
| 2002 | Honda NSR500 Honda RC211V | M     | Loris Capirossi | 9 | 3   | 4 | 7 | 6 | 6 | Rit | Inf | Inf | 6 | Rit | 5 | 3 | 9 | Rit | Rit |  | 319   | 3º   |
| 2002 | Honda NSR500 Honda RC211V | M     | Alex Hofmann    |   |     |   |   |   |   |     | 17  | 10  |   |     |   |   |   |     |     |  | 319   | 3º   |

| Anno | Moto         | Gomme | Piloti     |    |   |   |   |   |    |    |     |     |   |   |   |   |   |    |     |  | Punti | Pos. |
| ---- | ------------ | ----- | ---------- | -- | - | - | - | - | -- | -- | --- | --- | - | - | - | - | - | -- | --- |  | ----- | ---- |
| 2003 | Honda RC211V | M     | Max Biaggi | 2  | 3 | 2 | 5 | 3 | 14 | 2  | 1   | Rit | 5 | 2 | 4 | 1 | 3 | 17 | 4   |  | 351   | 2º   |
| 2003 | Honda RC211V | M     | Tōru Ukawa | 20 | 6 | 4 | 7 | 6 | 6  | 12 | Rit | 6   | 8 | 5 | 7 | 7 | 7 | 5  | Rit |  | 351   | 2º   |

| Anno | Moto         | Gomme | Piloti        |   |     |   |     |     |    |   |   |    |   |     |     |    |   |   |   |  | Punti | Pos. |
| ---- | ------------ | ----- | ------------- | - | --- | - | --- | --- | -- | - | - | -- | - | --- | --- | -- | - | - | - |  | ----- | ---- |
| 2004 | Honda RC211V | M B   | Max Biaggi    | 2 | 2   | 3 | 3   | 8   | 4  | 2 | 1 | 12 | 3 | Rit | Rit | 6  | 2 | 7 | 2 |  | 367   | 3º   |
| 2004 | Honda RC211V | M B   | Makoto Tamada | 8 | Rit | 9 | Rit | Rit | 12 | 1 | 6 | 14 | 4 | 2   | 1   | 10 | 5 | 8 | 5 |  | 367   | 3º   |

| Anno | Moto         | Gomme | Piloti           |   |    |     |     |    |   |    |     |     |     |   |     |     |     |     |     |     | Punti | Pos. |
| ---- | ------------ | ----- | ---------------- | - | -- | --- | --- | -- | - | -- | --- | --- | --- | - | --- | --- | --- | --- | --- | --- | ----- | ---- |
| 2005 | Honda RC211V | M     | Alex Barros      | 4 | 1  | 11  | Rit | 7  | 4 | 7  | Rit | 3   | 5   | 4 | Rit | 8   | 9   | Rit | 9   | 5   | 220   | 5º   |
| 2005 | Honda RC211V | M     | Troy Bayliss     | 6 | 11 | Rit | 10  | 13 | 8 | 11 | 6   | Rit | Rit | 9 | Inf | Inf | Inf | Inf | Inf | Inf | 220   | 5º   |
| 2005 | Honda RC211V | M     | Chris Vermeulen  |   |    |     |     |    |   |    |     |     |     |   |     |     |     | 11  | 11  |     | 220   | 5º   |
| 2005 | Honda RC211V | M     | Shane Byrne      |   |    |     |     |    |   |    |     |     |     |   |     | 14  | 13  |     |     |     | 220   | 5º   |
| 2005 | Honda RC211V | M     | Ryūichi Kiyonari |   |    |     |     |    |   |    |     |     |     |   |     |     |     |     |     | 12  | 220   | 5º   |
| 2005 | Honda RC211V | M     | Tōru Ukawa       |   |    |     |     |    |   |    |     |     |     |   | Rit |     |     |     |     |     | 220   | 5º   |

| Legenda | 1º posto        | 2º posto            | 3º posto            | A punti      | Senza punti        | Grassetto – Pole position Corsivo – Giro più veloce |
| Legenda | Gara non valida | Non qual./Non part. | Ritirato/Non class. | Squalificato | '-' Dato non disp. | Grassetto – Pole position Corsivo – Giro più veloce |